# Val-d'Arc
Val-d'Arc es una comuna del departamento de Saboya, en la región de Auvernia-Ródano-Alpes, en el sureste de Francia. Fue creado el 1 de enero de 2019 por la fusión de las antiguas comunas de Randens (la sede) y Aiguebelle.